# Emperial
Emperial är ett svenskt skivbolag, musikförlag och musikmediebyrå som grundades 2021.

## Historik
Musikmediebyråan Emperial grundades 2021 av My Söderholm. Musikproducenten Anderz Wrethov blev 2022 delägare i bolaget.

### Melodifestivalen
I Melodifestivalen 2022 hade Emperial förlagsrättigheter till följande bidrag: My Way med Tone Sekelius, Änglavakt med John Lundvik, Freedom med Faith Kakembo och Run to the Hills med Klara Hammarström.